# Ritratto di Barbara Flöge
Il Ritratto di Barbara Flöge è un dipinto dell'artista austriaco Gustav Klimt.

## Descrizione
Il ritratto propone la figura femminile seduta frontalmente che guarda assorta l'osservatore. L'anziana signora è vestita di nero con le mani unite sul grembo e indossa una lunga collana. La vedovanza della donna è ben accentuata.
Lo sfondo dell'opera, diversamente dalle ultime opere del pittore, è di un omogeneo e pallido color verde.

## La modella
Barbara Stagl nacque a Vienna il 20 novembre 1840 dal capomastro Benedikt Stagl. Nel 1862, sposò Herman August Flöge (1837-1897) con il quale ebbe sei figli: Rudolf e Hermine morti neonati e poi Hermann (1863-1916), Pauline (1866-1917), Helene (1871-1936) e Emilie (1874-1952).
Klimt conobbe la famiglia Flöge, quando suo fratello Ernst (1864-1892) sposò Helene nel 1891. Tutti loro sono stati dipinti dall'artista.
Le tre figlie di Barbara fondarono la Schwestern Flöge ,  una delle più prestigiose boutique di alta moda di Vienna.

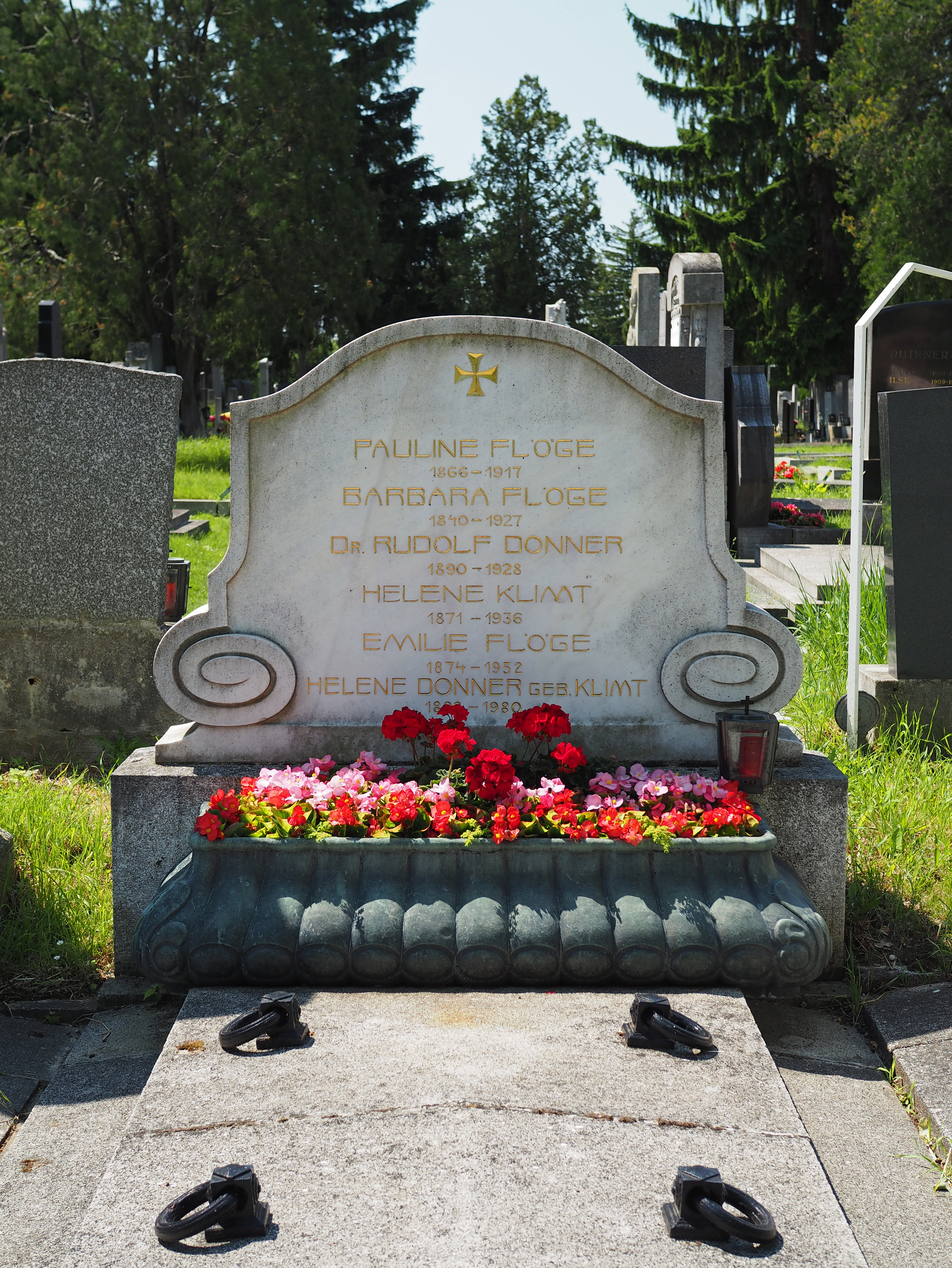
La lapide della famiglia Flöge.

Barbara Flöge morì nel 1927 ed è sepolta con le figlie nel Zentralfriedhof.